# 1346년

## 연호
- 원(元) 지정(至正) 6년
- 일본(日本) 남조(南朝) 고코쿠(興国) 7년 / 쇼헤이(正平) 원년
- 일본(日本) 북조(北朝) 조와(貞和) 2년
- 쩐 왕조(陳朝) 티에우퐁(紹豊) 6년

## 기년
- 원(元) 혜종(惠宗) 14년
- 고려(高麗) 충목왕(忠穆王) 2년
- 쩐 왕조(陳朝) 유종(裕宗) 6년

## 사건
- 8월 26일 - 에드워드 3세가 이끄는 영국군이 필리프 6세가 이끄는 프랑스군을 크레시 전투에서 격파하다.